# Ivanovce
Ivanovce (allemand : Iwan, Iwanowetz, hongrois : Ivánháza) est un village de Slovaquie situé dans la région de Trenčín.

## Histoire
La première mention écrite du village date de 1398.

## Démographie

### Évolution de la population
| Année:               | 1994. | 2004.   | 2014.    | 2024.    |
| -------------------- | ----- | ------- | -------- | -------- |
| Nombre de personnes: | 810   | 789     | 945      | 1084     |
| Différence:          |       | -2,59 % | +19,77 % | +14,70 % |

| Année:               | 2023. | 2024.   |
| -------------------- | ----- | ------- |
| Nombre de personnes: | 1070  | 1084    |
| Différence:          |       | +1,30 % |